# Guerre de Torstenson
Guerre de Trente Ans
Batailles
- Kolding (en)
- Lister Dyb (en)
- Colberger Heide (en)
- Fehmarn (en)
- Bysjön

La guerre de Torstenson, controverse d'Hannibal ou guerre d'Hannibal (en norvégien : Hannibalsfeiden) est un conflit qui eut lieu entre 1643 et 1645 entre l'Empire suédois et le royaume du Danemark et de Norvège à la fin de la guerre de Trente Ans. Les différents noms de ce conflit font référence au Suédois Lennart Torstenson et au gouverneur-général norvégien Hannibal Sehested.
Le Danemark, qui s'était déjà retiré de la guerre de Trente Ans avec la signature de la paix de Lübeck en 1629, connaît une défaite majeure. Avec le second traité de Brömsebro (1645), qui met un terme à cette guerre, le Danemark doit faire d'importantes concessions territoriales et exempter la Suède de droits du Sund, reconnaissant de facto la fin de la dominium maris baltici danoise. Les efforts danois pour récupérer ces territoires pendant les conflits suivants (première guerre du Nord, guerre de Scanie et grande guerre du Nord) seront sans résultat.

## Contexte
La Suède avait remporté de nombreuses victoires dans le cadre de la guerre de Trente Ans, battant les armées danoises en Allemagne, sous le règne de Gustave II Adolphe et, après sa mort, sous le commandement du comte Axel Oxenstierna, grand chancelier de Suède. Dans le même temps, la Suède continuait à être menacée par le Danemark et la Norvège, qui encerclaient complètement la Suède au sud (Blekinge, Scanie, et Halland), à l'ouest (Bohuslän) et au nord-ouest (Jämtland). Les droits du Sund danois étaient également une source constante de tension et un facteur contributeur du déclenchement des hostilités.
Au printemps 1643, le Conseil privé détermine que les forces militaires suédoises rendaient possibles des gains territoriaux au détriment du Danemark. Le comte conçoit un plan offensif et conduit une attaque surprise sur plusieurs fronts contre le Danemark en mai.

## Début des hostilités
Le maréchal suédois Lennart Torstensson reçoit l'ordre de marcher avec ses armées sur le Danemark. Parties de Moravie, ses forces entrent sur le territoire danois en Holstein le 12 décembre et à la fin janvier 1644 le péninsule du Jutland était tombée en sa possession. En février 1644, le général suédois Gustaf Horn occupe une grande partie des provinces - alors sous souveraineté danoise - de Halland et de Scanie, à l'exception de la forteresse danoise de la ville de Malmø, avec une armée de 11 000 hommes.

## Source
- (en) Cet article est partiellement ou en totalité issu de l’article de Wikipédia en anglais intitulé « Torstenson War » (voir la liste des auteurs).